# Percosse
In diritto penale si definisce percosse il delitto previsto dall'art. 581 del Codice Penale ai sensi del quale: Chiunque percuote taluno, se dal fatto non deriva una malattia nel corpo o nella mente, è punito, a querela della persona offesa, con la reclusione fino a sei mesi o con la multa fino a 309 euro.
Tale disposizione non si applica quando la legge considera la violenza come elemento costitutivo o come circostanza aggravante di un altro reato.

## Il fatto tipico costituente il reato di percosse
Al fine di ottenere la configurazione del reato di percosse, oggetto del fatto dovrà essere il percuotere un individuo, ovvero colpirlo o esercitare qualsiasi forma di violenza sul suo corpo.
Nel caso in cui un soggetto sia vittima sia di lesioni di carattere fisico che di carattere psichico non vi saranno i presupposti per la configurazione del reato previsto dall'art. 581 c.p.

### Testi normativi
- Codice Penale